# 기신선
기신선(일본어: 姫新線)은 일본 효고현 히메지시 히메지역을 기점으로 쓰야마역을 경유하여 오카야마현 니미시 니미역까지 이르는 총 연장 158.1km의 서일본 여객철도 관할 철도 노선이다.
주고쿠 산지의 산악을 통과하기 위해 만들어진 로컬선이며, 같은 연선의 유고 온천 등의 하야시노역, 히루젠 고원에 입구 주고쿠가쓰야마 역, 그리고 산요 지방과 산인 지방을 연결하는 인요연락노선이 있다.

## 운행 차량
- 키하122계·키하127계(히메지~고즈키)
- 키하120형(사요~니미)
- 키하40계(쓰야마~니미)

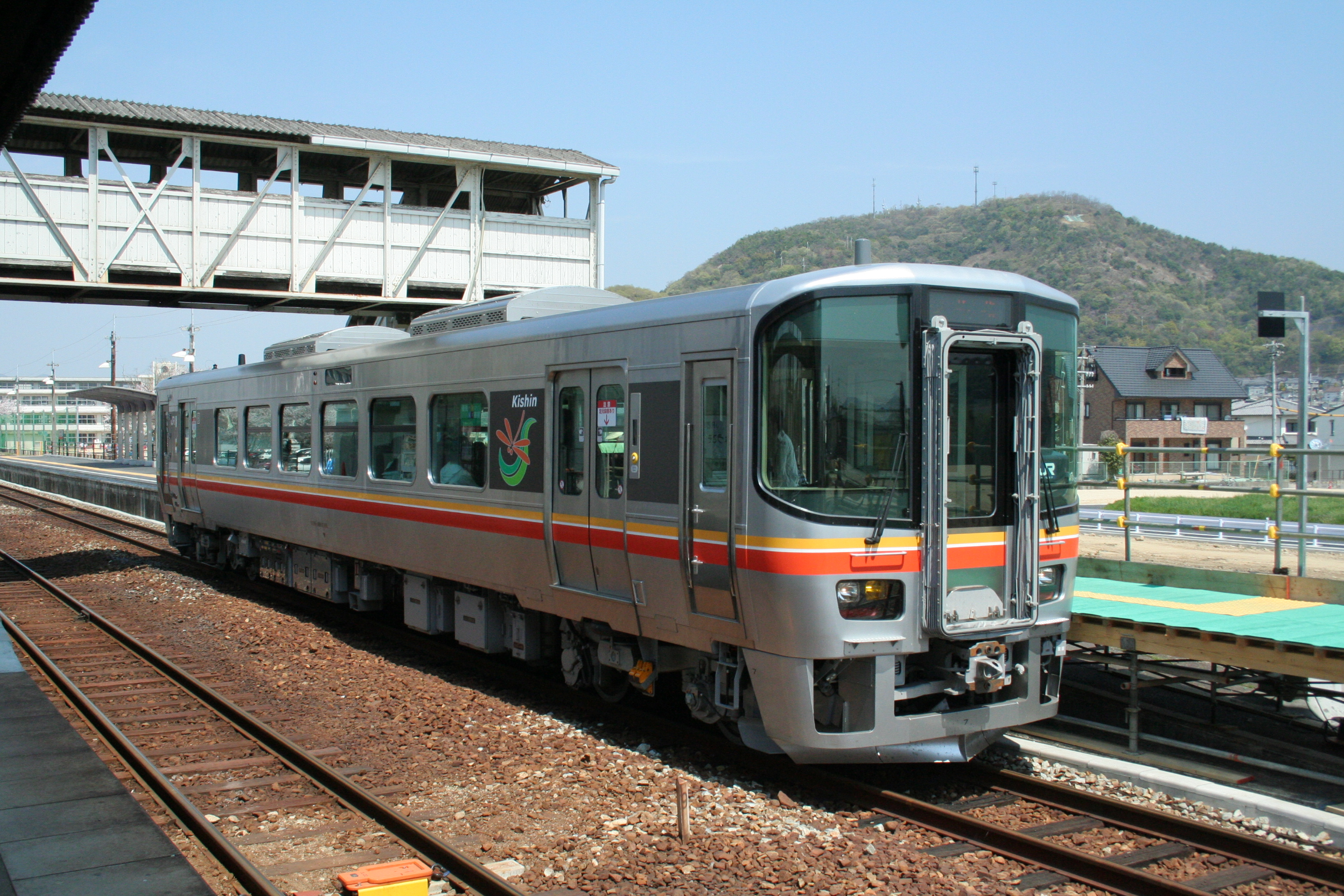
키하122계
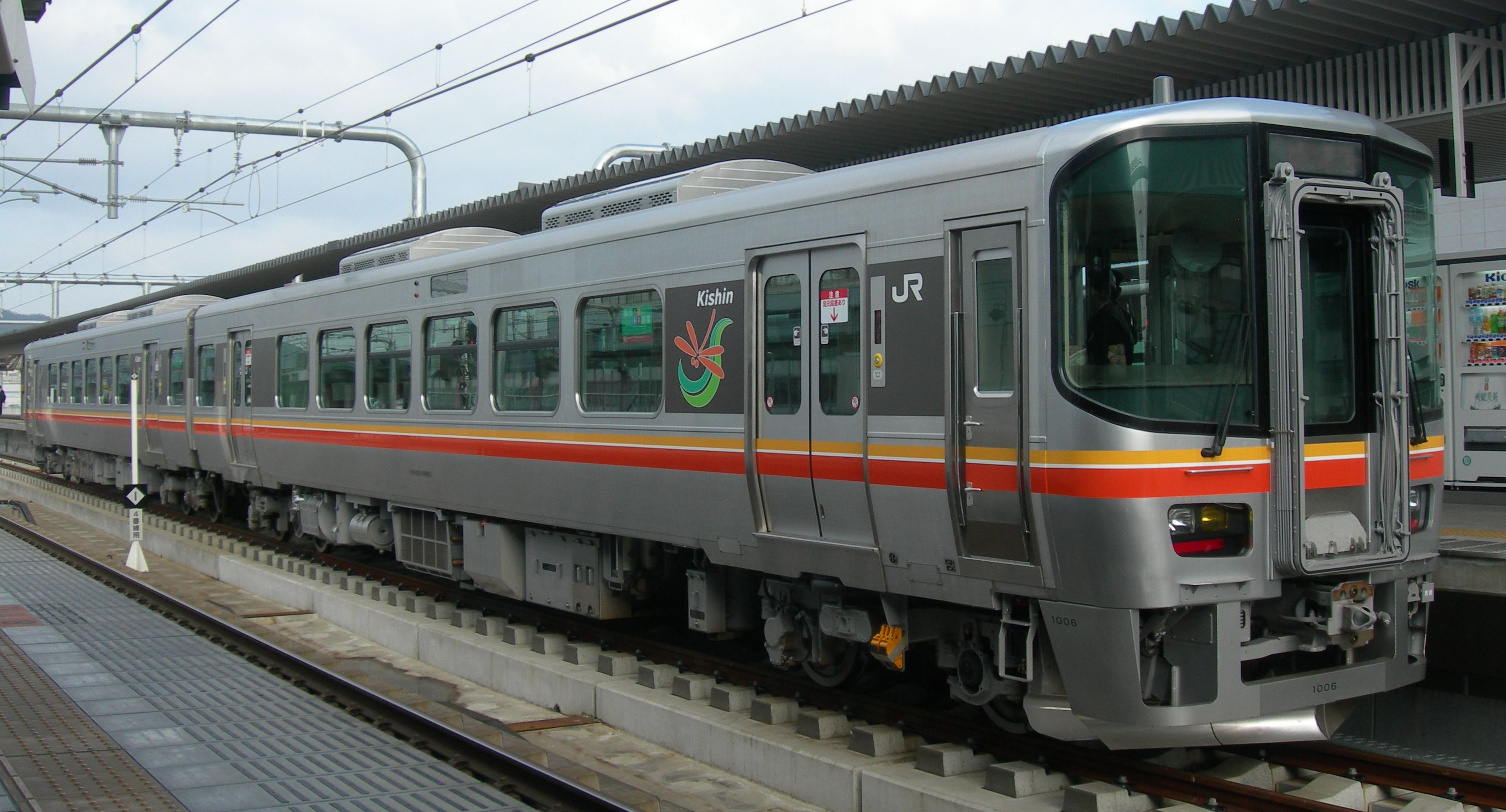
키하127계
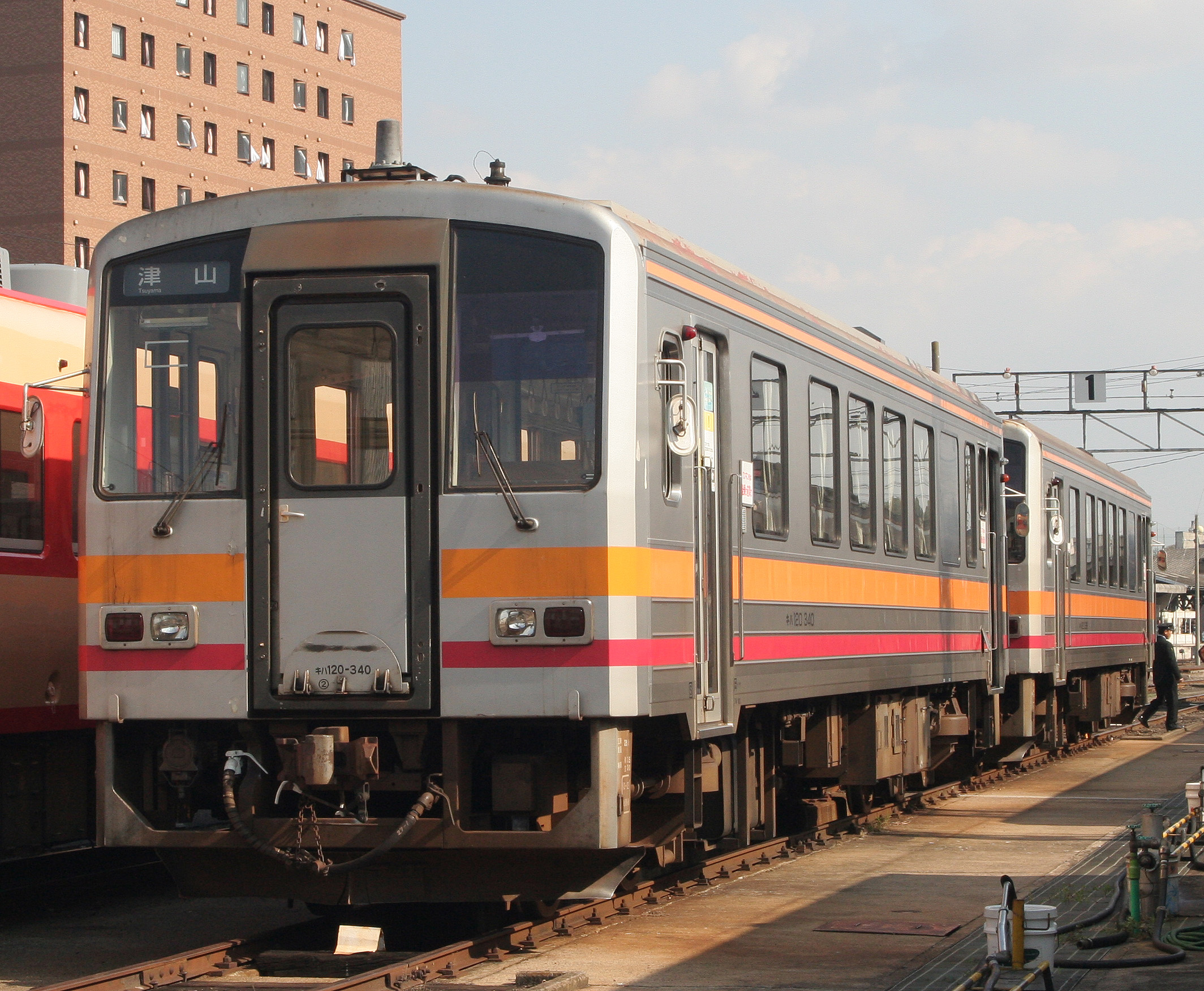
키하120형
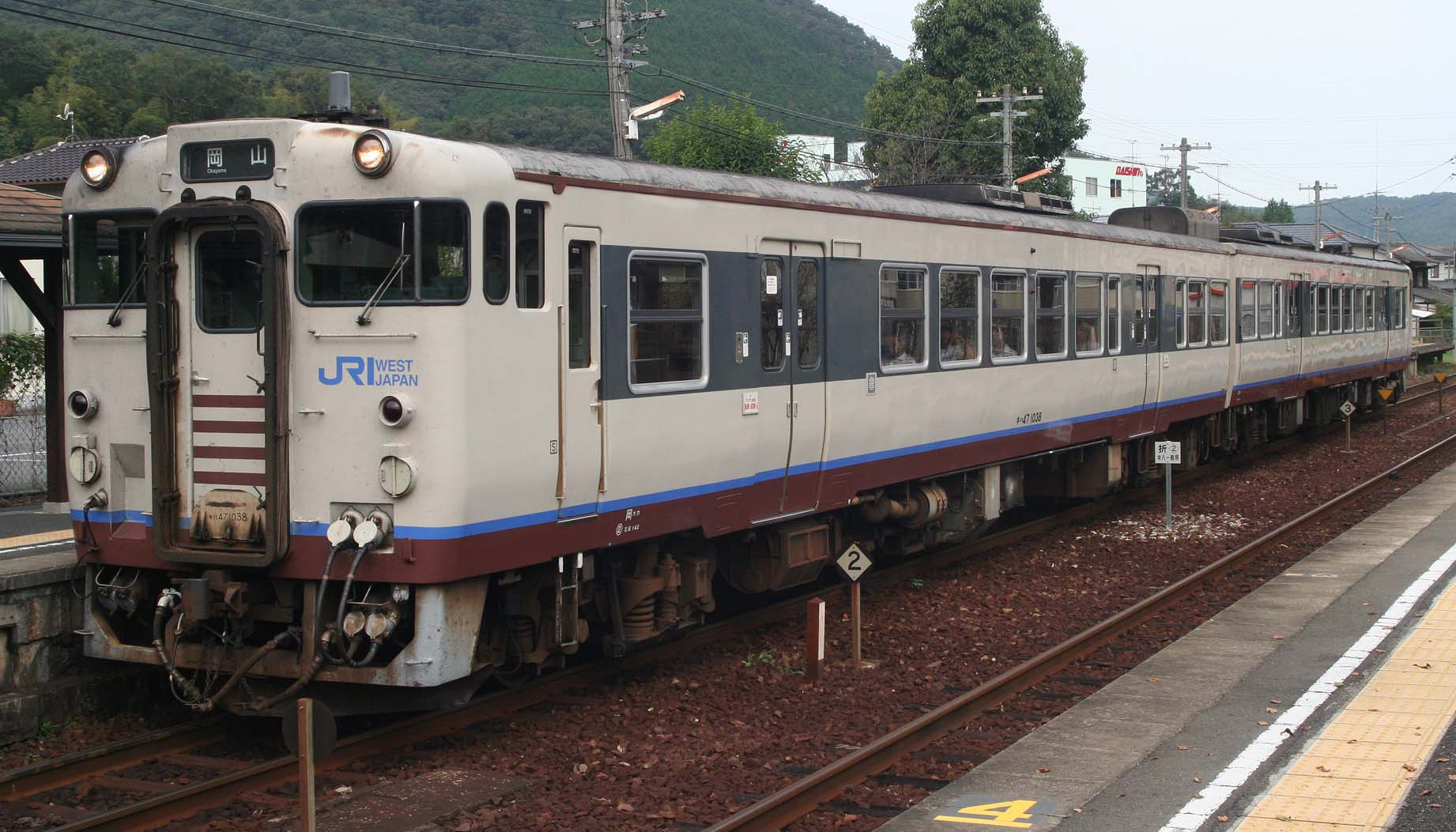
키하40계

## 기신선 고속화 사업
히메지역 - 고즈키역간은 신형 차량의 도입과 지상 설비 공사의 양자로 구성된 고속화 사업이 2007년 7월 28일에 기공되어 2010년 3월 13일에 완성했다. PC 침목화나 칸트 개량 외에 요베역, 오오이치역 혼다쓰노역, 히가시하시사키역에는 안전 측면 선이 설치되어 최고 속도도 85km/h에서 100km/h로 증가했다. 또한 100km/h 운전 대응의 신형 차, 기하 122.127계 기동차 영업 운전이 2009년 3월 14일부터 시작되었으며, 고속화 공사 완성 후 100km/h 운전이 시작되고 시간을 히메지역 - 하리마신궁역간에서 8분, 히메지역 - 고즈키역간 18분 단축했다. 사업비는 약 80억엔이되어, JR 서일본과 현, 연선 지자체가 부담한다. 또한 공사비의 일부를 조달 위해 모금 활동도 행해졌다.

## 역 목록
| 역명             | 일어 역명  | 역간 거리 | 영업 거리 | 접속 노선                                                                                      | 소재지     | 소재지     | 소재지     |
| ---------------- | ---------- | --------- | --------- | ---------------------------------------------------------------------------------------------- | ---------- | ---------- | ---------- |
| 히메지           | 姫路       |           | 0.0       | 서일본 여객철도 산요 신칸센 산요 본선 JR 고베선 아코선 반탄선 산요 전기 철도 본선 산요히메지역 | 효고현     | 히메지시   | 히메지시   |
| 하리마다카오카   | 播磨高岡   | 3.8       | 3.8       |                                                                                                | 효고현     | 히메지시   | 히메지시   |
| 요베             | 余部       | 2.3       | 6.1       |                                                                                                | 효고현     | 히메지시   | 히메지시   |
| 요베 신호장      | 余部信号場 | 1.6       | 7.7       |                                                                                                | 효고현     | 히메지시   | 히메지시   |
| 오이치           | 大市       | 2.2       | 9.9       |                                                                                                | 효고현     | 히메지시   | 히메지시   |
| 혼다쓰노         | 本竜野     | 5.0       | 14.9      |                                                                                                | 효고현     | 다쓰노시   | 다쓰노시   |
| 히가시하시사키   | 東嘴崎     | 2.9       | 17.8      |                                                                                                | 효고현     | 다쓰노시   | 다쓰노시   |
| 하리마신구       | 播磨新宮   | 4.3       | 22.1      |                                                                                                | 효고현     | 다쓰노시   | 다쓰노시   |
| 센본             | 千本       | 5.5       | 27.6      |                                                                                                | 효고현     | 다쓰노시   | 다쓰노시   |
| 니시쿠리스       | 西栗栖     | 3.6       | 31.2      |                                                                                                | 효고현     | 다쓰노시   | 다쓰노시   |
| 미카즈키         | 三日月     | 5.4       | 36.6      |                                                                                                | 효고현     | 사요군     | 사요정     |
| 하리마토쿠사     | 播磨徳久   | 5.9       | 42.5      |                                                                                                | 효고현     | 사요군     | 사요정     |
| 사요             | 佐用       | 3.4       | 45.9      | 지즈 급행 지즈선                                                                               | 효고현     | 사요군     | 사요정     |
| 고즈키           | 上月       | 5.0       | 50.9      |                                                                                                | 효고현     | 사요군     | 사요정     |
| 미마사카도이     | 美作土居   | 6.7       | 57.6      |                                                                                                | 오카야마현 | 미마사카시 | 미마사카시 |
| 미마사카에미     | 美作江見   | 5.4       | 63.0      |                                                                                                | 오카야마현 | 미마사카시 | 미마사카시 |
| 나라하라         | 楢原       | 3.4       | 66.4      |                                                                                                | 오카야마현 | 미마사카시 | 미마사카시 |
| 하야시노         | 林野       | 4.0       | 70.4      |                                                                                                | 오카야마현 | 미마사카시 | 미마사카시 |
| 가쓰마다         | 勝間田     | 3.9       | 74.3      |                                                                                                | 오카야마현 | 가쓰타군   | 쇼오정     |
| 니시카쓰마다     | 西勝間田   | 3.0       | 77.3      |                                                                                                | 오카야마현 | 가쓰타군   | 쇼오정     |
| 미마사카오사키   | 美作大崎   | 2.0       | 79.3      |                                                                                                | 오카야마현 | 쓰야마시   | 쓰야마시   |
| 히가시쓰야마     | 東津山     | 4.4       | 83.7      | 서일본 여객철도 인비선                                                                         | 오카야마현 | 쓰야마시   | 쓰야마시   |
| 쓰야마           | 津山       | 2.6       | 86.3      | 서일본 여객철도 쓰야마선                                                                       | 오카야마현 | 쓰야마시   | 쓰야마시   |
| 인노쇼           | 院庄       | 4.5       | 90.8      |                                                                                                | 오카야마현 | 쓰야마시   | 쓰야마시   |
| 미마사카센다이   | 美作千代   | 4.8       | 95.6      |                                                                                                | 오카야마현 | 쓰야마시   | 쓰야마시   |
| 쓰보이           | 坪井       | 2.7       | 98.3      |                                                                                                | 오카야마현 | 쓰야마시   | 쓰야마시   |
| 미마사카오이와케 | 美作追分   | 5.6       | 103.9     |                                                                                                | 오카야마현 | 마니와시   | 마니와시   |
| 미마사카오치아이 | 美作落合   | 7.0       | 110.9     |                                                                                                | 오카야마현 | 마니와시   | 마니와시   |
| 고미             | 古見       | 3.7       | 114.6     |                                                                                                | 오카야마현 | 마니와시   | 마니와시   |
| 구세             | 久世       | 4.3       | 118.9     |                                                                                                | 오카야마현 | 마니와시   | 마니와시   |
| 주고쿠카쓰야마   | 中国勝山   | 4.9       | 123.8     |                                                                                                | 오카야마현 | 마니와시   | 마니와시   |
| 쓰키다           | 月田       | 4,8       | 128.6     |                                                                                                | 오카야마현 | 마니와시   | 마니와시   |
| 도미하라         | 富原       | 6.1       | 134.7     |                                                                                                | 오카야마현 | 마니와시   | 마니와시   |
| 오사카베         | 刑部       | 6.5       | 141.2     |                                                                                                | 오카야마현 | 니미시     | 니미시     |
| 다지베           | 丹治部     | 3.8       | 145.0     |                                                                                                | 오카야마현 | 니미시     | 니미시     |
| 이와야마         | 岩山       | 4.8       | 149.8     |                                                                                                | 오카야마현 | 니미시     | 니미시     |
| 니미             | 新見       | 8.3       | 158.1     | 서일본 여객철도 하쿠비선, 게이비선                                                             | 오카야마현 | 니미시     | 니미시     |